# Parque Pajeú
Parque Pajeú é um logradouro histórico da cidade de Fortaleza, Brasil, que abriga uma das únicas áreas ainda existentes do riacho Pajeú, às margens do qual foi construído o Forte Schoonenborch, a partir do qual a cidade foi originada.